# Mary Tsoni
Mary Tsoni (em grego:  Μαίρη Τσώνη; 1987 – 8 de maio de 2017) foi uma atriz e cantora grega, mais conhecida pelos seus papéis nos filmes Evil (2005), o indicado para o Oscar Kynodontas e Evil: In the Time of Heroes (ambos de 2009). Por seu papel em Kynodontas, ela ganhou o prêmio de Melhor Atriz no Festival de Cinema de Sarajevo. Antes de seguir carreira como atriz, Tsoni foi vocalista de uma banda de punk e maquiadora.
Em 8 de maio de 2017, Tsoni foi encontrada morta, aos 30 anos, em seu apartamento em Exarcheia, Atenas.